# 睡菜
睡菜属（学名：Menyanthes）是莕菜科下的一个属，为多年生、沼生草本植物。该属仅有睡菜（Menyanthes trifoliata）一种，其种加词“trifoliata”意为“三叶的”。分布于北温带，中國东北、西南及河北、浙江等地皆有繁殖。
睡菜又名暝菜，为多年生沼生草本植物。其花冠洁白可爱，美觀，可进行盆栽，装点庭院。其莖部發達，亦可食用，味甘微苦，无毒，具有润肺、止咳、消肿等效果。食之使人好睡。但全株服用过多仍会引发呕吐、腹泻。

## 下属物种
本属包括以下物种：
- 二色睡菜 Menyanthes bicolor Larrañaga
- 印度睡菜 Menyanthes indica Aubl., 1775
- 印度睡菜 Menyanthes indica Bory, 1804
- Menyanthes peltata Thunb.
- 睡菜 Menyanthes trifoliata L.

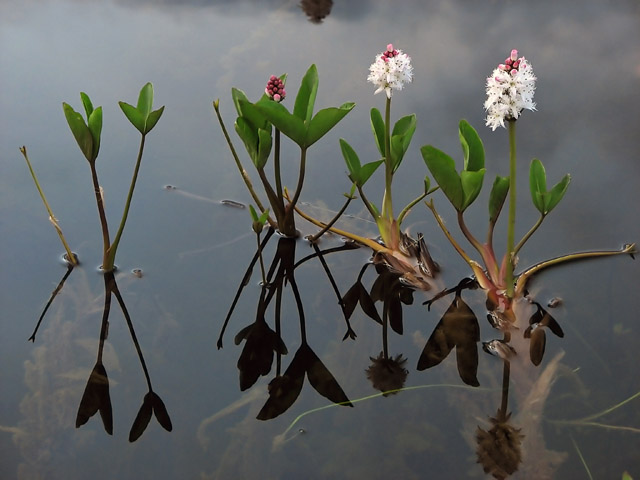
植株
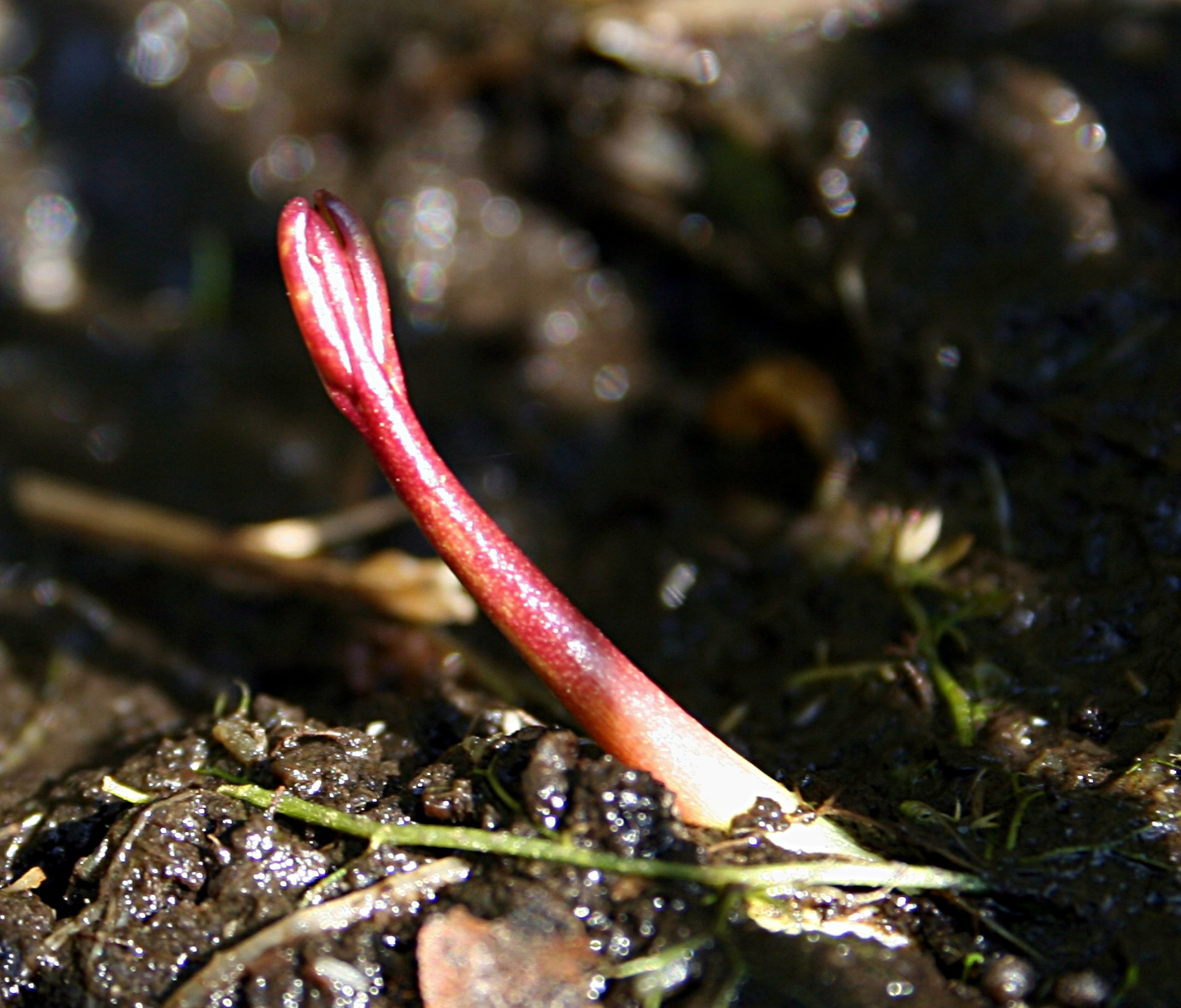
幼苗
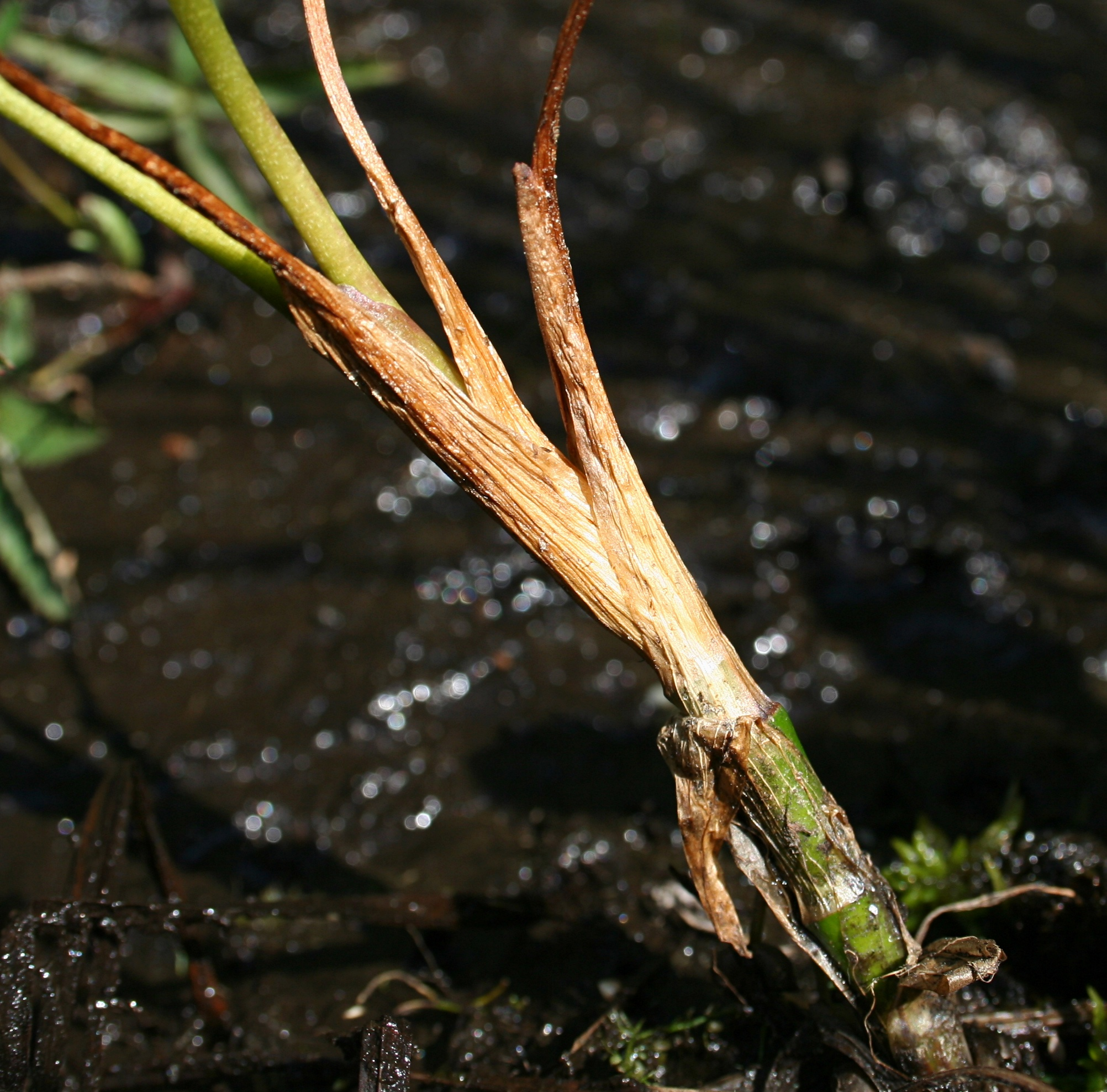
地下莖
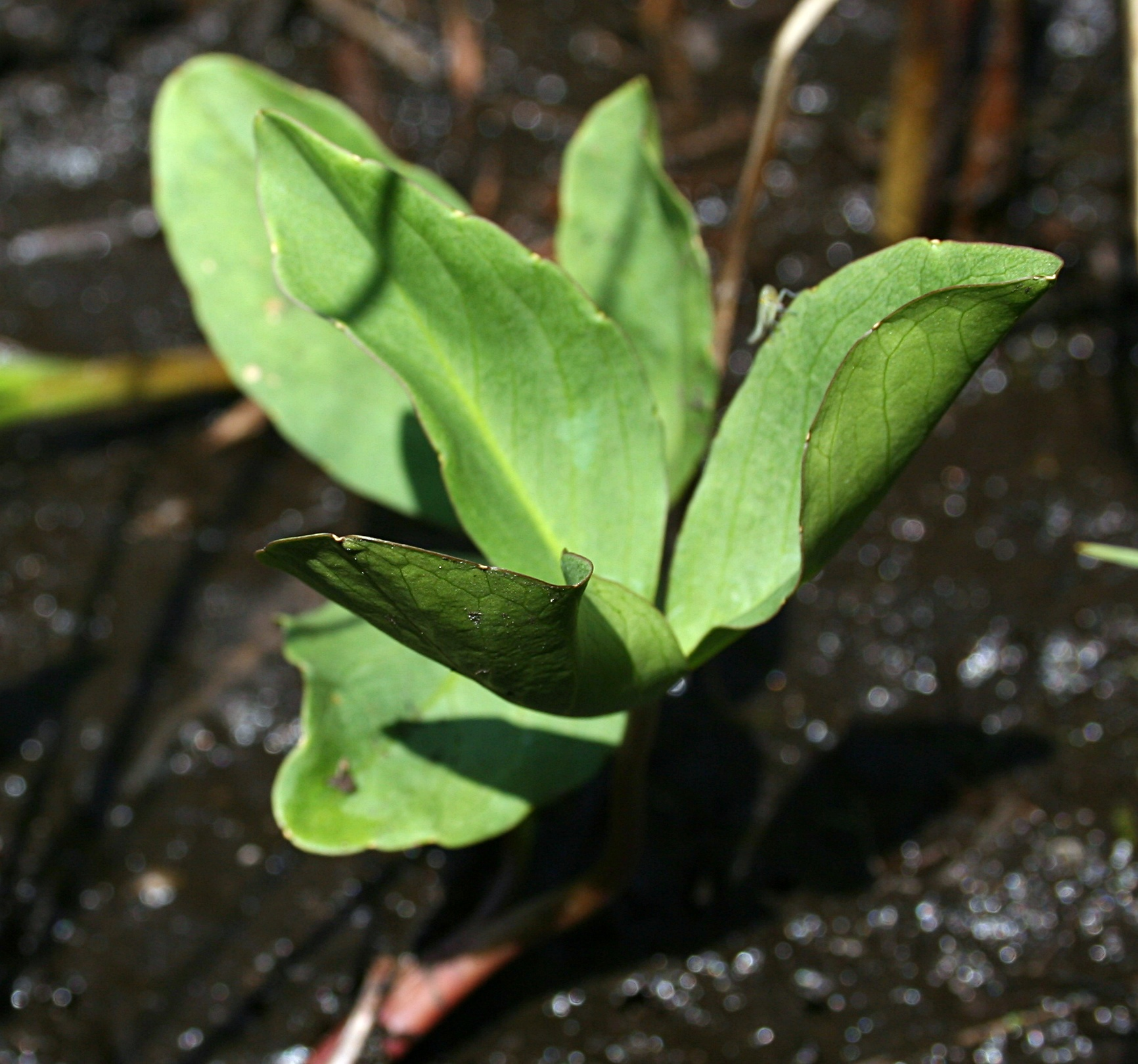
葉
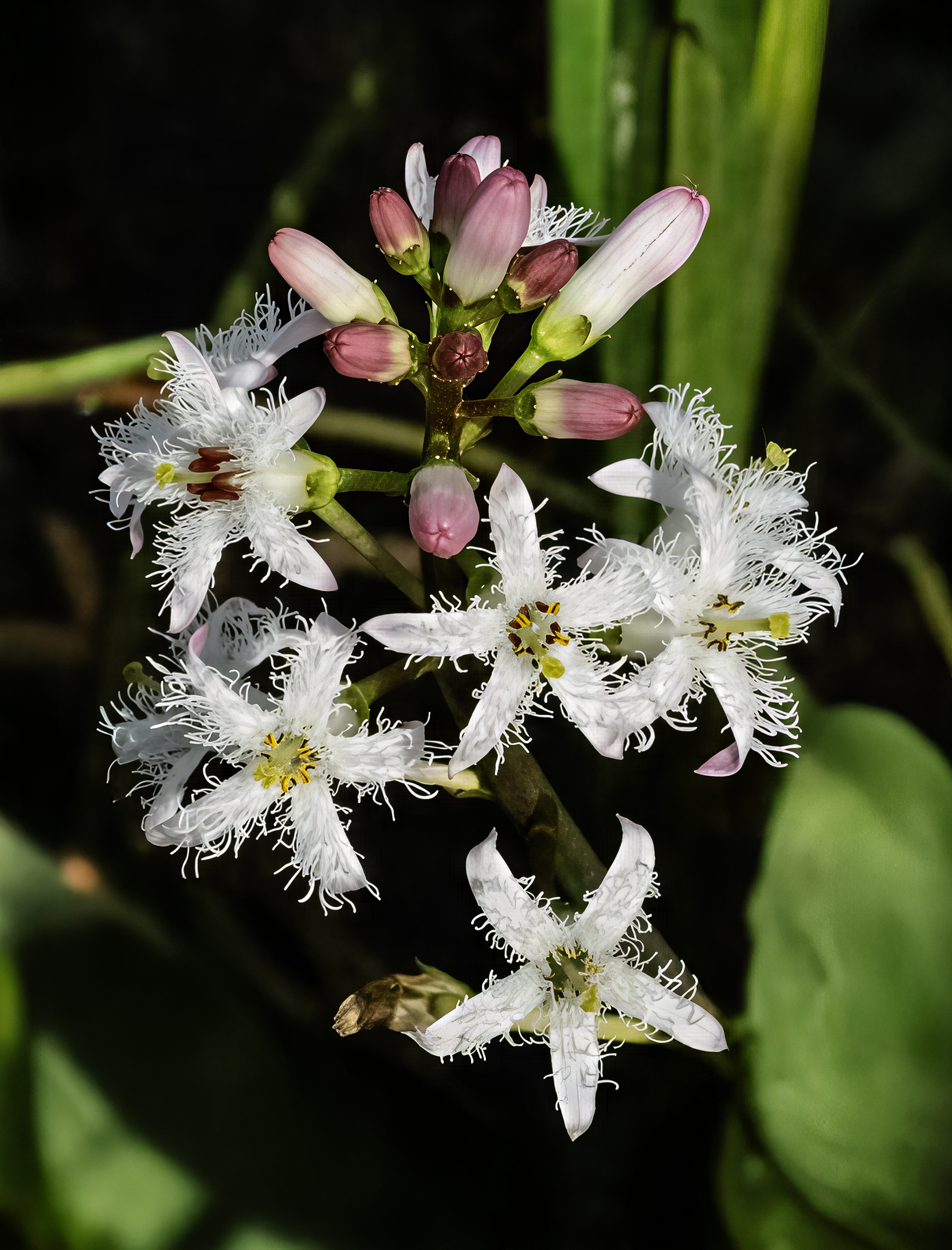
花序
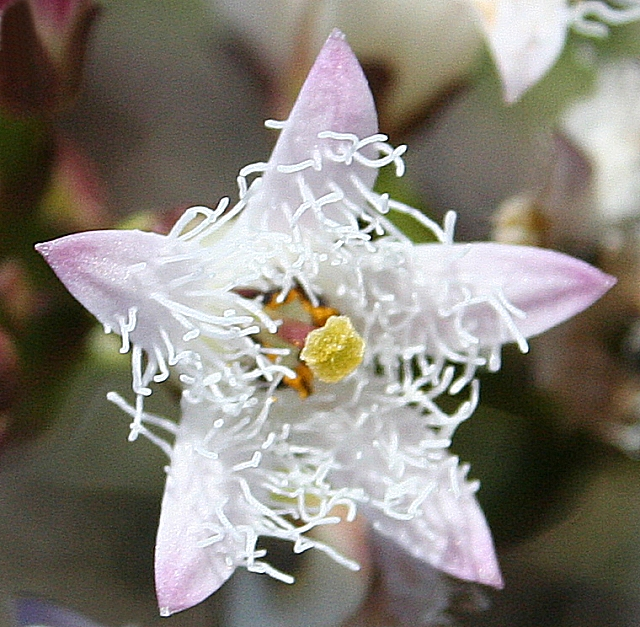
花

## 延伸阅读
[在维基数据编辑]
 《欽定古今圖書集成·博物彙編·草木典·睡菜部》，出自陈梦雷《古今圖書集成》